# Tominaga Nakamoto
Pour les articles homonymes, voir Nakamoto.
Tominaga Nakamoto (富永 仲基, Tominaga Nakamoto), 1715 – 12 octobre 1746, est un philosophe japonais. Il est formé à l'école Kaitokudō fondée par la classe marchande d'Osaka mais mis à l'écart peu après l'âge de 15 ans. Tominaga appartient à l'école de pensée rationaliste japonaise et défend une variante japonaise de l'athéisme, le mukishinron (« ni dieux ni démons »). Il est par ailleurs marchand à Osaka.
Il a une position profondément critique contre les systèmes de pensée normatifs, partiellement fondée sur l'insistance du Kaitokudō relativement à l'objectivité, mais clairement hétérodoxe en évitant les philosophies dominantes de l'institution. Il critique aussi bien le bouddhisme que le confucianisme et le shintoïsme. Alors que chacune de ces traditions s'appuie sur l'histoire comme source d'autorité, Tominaga considère ces appels à l'histoire comme une pseudo-justification pour des innovations qui tentent de surpasser les autres sectes en lice pour le pouvoir. Il cite par exemple les différents maîtres confucéens qui voient la nature humaine comme partiellement bonne, ni bonne ni mauvaise, toute bonne et mauvaise en soi; il analyse les interprétations ultérieures qui ont essayé d'intégrer et de concilier tous les maîtres. Il critique le shintoïsme comme obscurantiste, en particulier dans son habitude de l'enseignement secret. Il tient que « la dissimulation est le début du mensonge et du vol »,.
Dans ses études des textes du bouddhisme, il affirme que  l'école des écritures du bouddhisme hīnayāna précède les textes du bouddhisme mahāyāna mais affirme également que la grande majorité des textes hīnayāna ont également été composés beaucoup plus tard que du vivant de Gautama Bouddha, position ensuite reprise par les études modernes.